# Urubucaá
A urubucaá (Aristolochia ligulata) é uma espécie de planta da família das aristoloquiáceas. Seu nome vem do tupi urubuka'a, que significa "planta" (ka'a) do urubu (urubu).